# Contea di São Filipe
La contea di São Filipe (San Filipi in creolo capoverdiano) è una contea di Capo Verde con 22 248 abitanti al censimento del 2010 situata sull'isola di Fogo.
Prende il nome dal suo capoluogo, São Filipe. La contea aveva un'estensione maggiore prima del 2005, quando venne istituita per scissione da São Filipe la contea di Santa Catarina do Fogo.

## Geografia antropica

### Suddivisioni amministrative
La contea è suddivisa amministrativamente in due parrocchie (freguesias): São Lourenço e Nossa Senhora da Conceição.

## Amministrazione

### Gemellaggi
- Ziguinchor